# Ludwig von Stößer

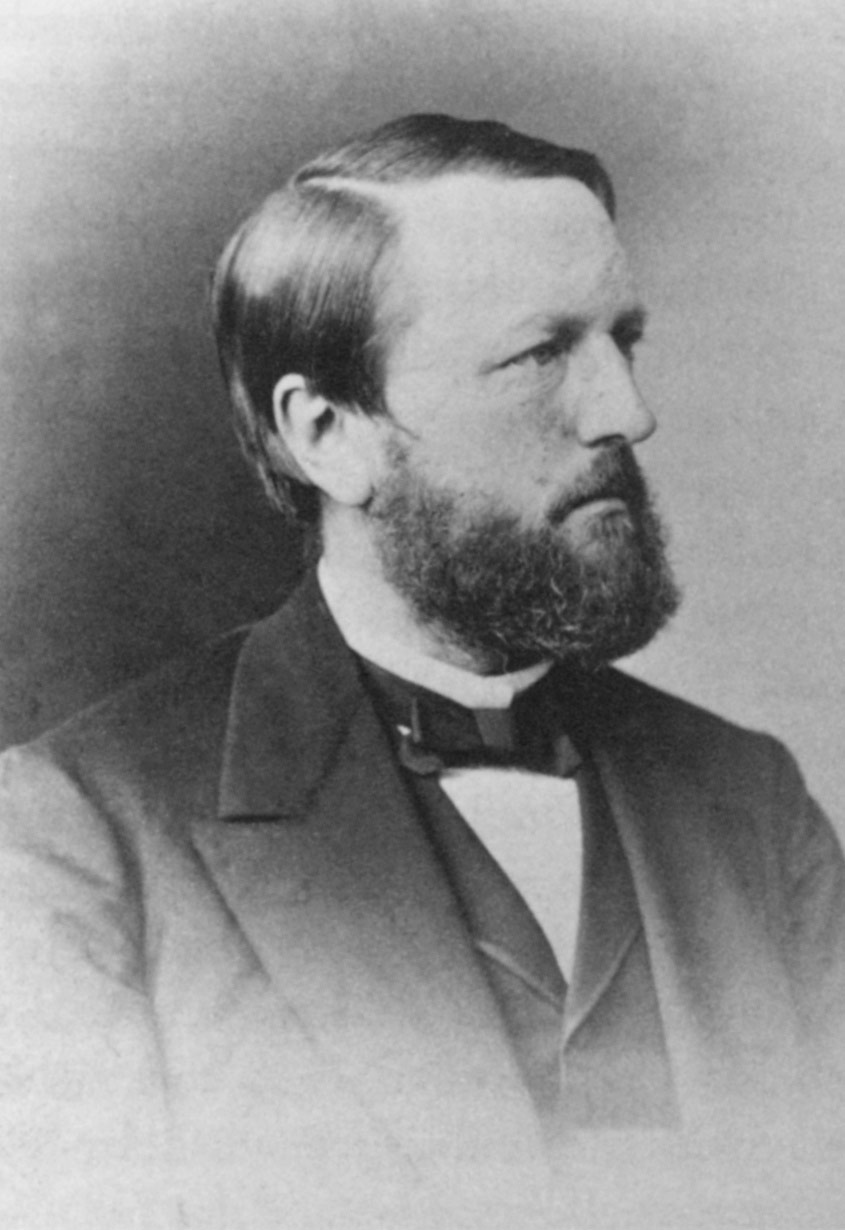
Franz Ludwig von Stösser

Franz Ludwig von Stösser (auch Stoesser oder Stößer) (* 21. Juni 1824 in Heidelberg; † 26. Februar 1901 in Freiburg im Breisgau) war ein badischer Jurist und Politiker.

## Herkunft
Franz Ludwig von Stösser entstammte einer alten badischen Beamtenfamilie. Er war der Sohn des Hofgerichtspräsidenten Johann Gottfried Stösser und hatte fünf ältere Geschwister. Er wurde evangelisch getauft.

## Leben
Franz Ludwig von Stösser studierte ab 1842 Rechtswissenschaft an der Ruprecht-Karls-Universität Heidelberg, wo er 1842 mit Ernst Friedrich Krafft zu den ersten Mitgliedern des (dritten) Corps Palatia Heidelberg gehörte. Als das Corps 1844 einging, schloss er sich der Alten Heidelberger Burschenschaft Allemannia und 1845 dem Neckarbund Heidelberg an. 1847 bestand er die juristische Staatsprüfung. Sodann trat er als Rechtspraktikant eine Aktuarstelle beim Oberamt Bruchsal an. Dann war er Volontär beim Oberamt Heidelberg und 1848 beim Oberamt Durlach. Im September 1848 ging er als Aktuar nach Frankfurt zur Untersuchungskommission des peinlichen Verhöramts. Diese Kommission entstand wegen der Frankfurter Septemberunruhen, die im Verlaufe des Revolutionsjahres 1848 ausgebrochen waren. 1848 unterzog sich Stösser auch der kameralistischen Staatsprüfung. Im Januar 1849 erhielt er ein selbständiges Respiziat beim Bezirksamt Bühl, im Juli 1849 beim Oberamt Durlach. Nach kurzer Tätigkeit beim Bezirksamt Achern trat er Ende November 1849 in das badische Finanzministerium ein. 1850 und 1851 war er mit kurzen Unterbrechungen bei der Großherzoglichen Hofdomänenkammer beschäftigt. 1851 übernahm er die Verwaltung des Amtes Engen als Stellvertreter des Oberamtmanns Johann Baptist Schey. Im Sommer 1852 arbeitete Stösser als Justizbeamter beim Bezirksamt Donaueschingen und seit dem darauf folgenden Herbst als Sekretariatspraktikant im Ministerium des Innern, seit 1854 als Referendär. 1855 trat er die Stelle eines Universitätsamtmanns in Heidelberg an und stand ab Juli 1859 als Amtmann dem Bezirksamt Eppingen vor. Im November 1861 wurde er zum Oberamtmann befördert. Im März 1862 erfolgte seine Versetzung als Amtsvorstand zum Bezirksamt Konstanz. Im Oktober 1866 wurde Stösser Stadtdirektor und Amtsvorstand des Bezirksamts Heidelberg und im Oktober 1869 Landeskommissär und Ministerialrat in Mannheim.

## Politik
Stösser war Mitglied der Nationalliberalen Partei. Er gehörte von 1871 bis 1880 als Abgeordneter des Amtes Wiesloch und Orten des Amtes Heidelberg der Zweiten Kammer der Badischen Ständeversammlung an. Seit dem 25. September 1876 war Stösser badischer Innenminister in der Regierung Turban. Die Jahre als badischer Innenminister standen unter dem Eindruck des Sozialistengesetzes, welches mit mannigfachen polizeilichen Maßnahmen verbunden war. Außerdem bemühte sich Stösser in Verhandlungen mit dem Erzbistum Freiburg um Maßnahmen zur endgültigen Beilegung des Badischen Kulturkampfes. Er erreichte dies durch den Verzicht des Staates auf das so genannte Kulturexamen. Dies führte zu ernsten Verstimmungen mit der Fraktion der nationalliberalen Partei im Landtag, da nach deren Ansicht die staatliche Souveränität gegenüber dem Erzbistum Freiburg mit der Aufgabe des Kulturexamens nicht genügend gewahrt blieb. Am 20. April 1881 erfolgte Stössers Rücktritt als Innenminister. Am 22. April 1881 wurde er Präsident des evangelischen Oberkirchenrats und 1887 Geheimer Rat erster Klasse. 1895 trat er aus gesundheitlichen Gründen in den Ruhestand und zog nach Freiburg im Breisgau, wo seine Frau bald starb und er deren verwitwete Schwester heiratete, die ihn bis zu seinem Tod 1901 pflegte.

## Familie
Stösser war seit 1854 verheiratet mit Luise Flad, einer Pfarrerstochter aus Kieselbronn. Aus der Ehe gingen drei Söhne und eine Tochter hervor. Insbesondere Stössers Hausstand in Konstanz entwickelte sich in den Jahren von 1862 bis 1866 zu einem Treffpunkt der dortigen Gesellschaft. Neben seiner Frau sorgte auch deren jüngere Schwester und die geistig eloquente Mutter der beiden für die Gastlichkeit und Attraktivität des Hauses. Nach dem Tod seiner ersten Frau heiratete er mit über 70 Jahren deren inzwischen auch verwitwete Schwester. Seine Tochter Luise von Stösser (* 27. September 1855; † 17. März 1926) war seit 1878 mit dem Juristen Wilhelm Groos verheiratet.

## Ehrungen
- 1851 Preußischer Roter Adler-Orden dritter Klasse
- 1868 Ritterkreuz des Ordens vom Zähringer Löwen
- 1871 Badische und deutsche Kriegsmedaille
- 1873 Preußischer Roter Adler-Orden erster Klasse
- 1877 Kommandeurskreuz zweiter Klasse mit Eichenlaub des Ordens vom Zähringer Löwen
- 1879 Kommandeurskreuz mit Stern des Ordens vom Zähringer Löwen
- 1881 Adelsanerkennung bzw. Erneuerung des von Kaiser Rudolf II. 1584 an den Urahnherrn Kaspar Stösser am 20. August 1584 verliehenen Adelsdiploms
- 1886 Dr. theol. h. c. Heidelberg
- 1891 Großkreuz des Ordens vom Zähringer Löwen
- 1895 Goldene Kette zum Großkreuz des Ordens vom Zähringer Löwen

## Schriften
- Vortrag über die Verwaltung milder Stiftungen zur zweiten Versammlung des volkswirtschaftlichen Vereins für den Seekreis zu Überlingen am 5. November 1865
- Die badische Kirchenratsinstruktion vom 6. Juli 1897 und die Lehrfreiheit der Geistlichen der evangelischen Kirche.  Akademische Verlagsbuchhandlung von Mohr, Freiburg im Breisgau und Leipzig 1897.